# ألكسندر دارتشييف
ألكسندر نيكيتيش دارتشييف (بالروسية: Александр Никитич Дарчиев؛ من مواليد 14 مايو 1960) هو دبلوماسي روسي تم تعيينه السفير الروسي القادم لدى الولايات المتحدة في 27 فبراير 2025. وكان سابقًا سفيرًا لدى كندا من 2014 إلى 2021.

## السيرة
وُلِد دارتشييف لعائلة دبلوماسي في المجر. درس التاريخ في جامعة موسكو الحكومية وتخرج عام 1983 وتعلم التحدث بطلاقة باللغتين الإنجليزية والفرنسية. كان دارتشييف زميلاً في معهد الدراسات الأمريكية والكندية في الأكاديمية الروسية للعلوم خلال الثمانينيات، قبل انضمامه إلى وزارة الخارجية الروسية عام 1992، بعد تفكك الاتحاد السوفييتي مباشرة . عمل في قسم أمريكا الشمالية طوال حياته المهنية.
كان رئيس قسم في إدارة أمريكا الشمالية بوزارة الخارجية في منتصف التسعينيات، قبل أن يصبح مستشارًا في السفارة الروسية في واشنطن العاصمة في عام 2003 تم تعيينه نائبًا لمدير إدارة أمريكا الشمالية. شغل لاحقًا منصب نائب رئيس بعثة السفارة الروسية لدى الولايات المتحدة من عام 2005 إلى عام 2010 برتبة مستشار وزير. كان دارتشييف سفيرًا لروسيا في كندا من 24 أكتوبر 2014 إلى 11 يناير 2021. بعد ذلك، أصبح مديرًا لقسم أمريكا الشمالية.
بعد إعفاء أناتولي أنتونوف من مهامه كسفير لدى الولايات المتحدة في أكتوبر 2024، ورد في الشهر التالي أن دارتشييف قد تم ترشيحه لهذا الدور، على الرغم من أنه لم يتم تأكيده رسميًا. في 27 فبراير 2025، قاد الوفد الروسي في المحادثات بين الولايات المتحدة وروسيا التي جرت في إسطنبول، تركيا، والتي كانت استمرارًا للمفاوضات السابقة في الرياض، المملكة العربية السعودية. ناقشوا استعادة العلاقات بين روسيا والولايات المتحدة، بما في ذلك إزالة القيود المفروضة على سفاراتهما. في الاجتماع، قدم الوفد الأمريكي مذكرة إلى الجانب الروسي بقبول تعيين دارتشييف سفيرًا لروسيا لدى الولايات المتحدة. في 28 فبراير، أُعلن أن دارتشييف قد تم تعيينه سفيرًا، وأن الحكومة الأمريكية قبلت ذلك.